# Empecamenta arabica
Empecamenta arabica är en skalbaggsart som beskrevs av Ahrens 2000. Empecamenta arabica ingår i släktet Empecamenta och familjen Melolonthidae. Inga underarter finns listade i Catalogue of Life.